# عشق منطق انتقام
عشق منطق انتقام (ترکی استانبولی: Aşk Mantık İntikam) یک مجموعه تلویزیونی، درام و کمدی عاشقانه ترکی است، که توسط شماره نه تولید شده‌است. این سریال که بر اساس بانوی مجرد حیله‌گر کره جنوبی است، در ۱۸ ژوئن ۲۰۲۱ از شبکه فاکس ترکیه پخش شد، در ۲۲ آوریل ۲۰۲۲ به پایان رسید و بورجو اوزبرک، ایلهان شن، بوراک یوروک و ملیسا دونگل در آن بازی می‌کنند. این مجموعه با دوبله فارسی از ام‌بی‌سی پرشیا پخش شد.

## داستان
در حالی که اسرا فکر می‌کند در یکی از صبح‌های معمولش از خواب بیدار می‌شود، ناگهان خود را در محاصره اخبار اوزان، حضور او در تلویزیون و عکس‌های بزرگ او روی بیلبوردها می‌بیند. اوزان شوهر سابقش که دو سال پیش از او طلاق گرفت همه جا حضور دارد. همچنین بسیار تغییر کرده‌است. اوزان که هنگام ترک اسرا یک پنی شلیک کرد، به یک فرد کاملاً متفاوت تبدیل شده‌است. او بسیار موفق، بسیار خوش تیپ و بسیار ثروتمند است. در حالی که زندگی او به لطف برنامه رسانه اجتماعی که اوزان پیدا کرد تغییر کرد، اسرا ایستاد. قبل از اینکه اسرا بر شوک خود غلبه کند، با اوزان روبرو می‌شود. اما اوزان که آنقدر اسرا را دوست داشت که بمیرد، دیگر پیش او نیست. او مردی است سرد، متکبر، پر از خشم نسبت به اسرا…

## بازیگران

### اصلی
- بورجو اوزبرک در نقش اسرا ارتن کورفالی
- ایلهان شن در نقش اوزان کورفالی
- بوراک یورک در نقش چینار یلماز، دشمن اوزان
- ملیسا دونگل در نقش چاغلا یلماز، دشمن اسرا

### نقش‌های پشتیبان
۱۴۰۲.۱۲.۲۰

۱۴۰۲.۱۲.۲۰
ابوالفضل حیدری هستم که به این نتیجه رسیدند و زرد رنگ مشکی که اومدم کلاس فیزیک دوازدهم تجربي با جواب۱۴۰۱ شهریور ماه با جواب ورمیسن 

| بازیگر             | نقش               | قسمت                                          |
| ------------------ | ----------------- | --------------------------------------------- |
| گونای کاراچا اوغلو | زمروت کورفالی     | ۱–۴۲                                          |
| زینپ کانکونده      | Menekse Erten     | ۱–۴۲                                          |
| مهمت کورهان فیرات  | اکرم ارتن (اکو)   | ۱–۴۲                                          |
| سلیمان آتانیسف     | یالچین ارتن ۱-۴۲  |                                               |
| مهمت ییلماز        | موسی              | ۱–۴۲                                          |
| سرن کوچ            | الیف کورفالی ارتن | ۱–۴۲                                          |
| اردم سانلی         | صلح               | ۲۹–۳۳                                         |
| باس عشق            | زینپ (زینو)       | ۱–۱۸، ۲۰–۲۷، ۲۹–۳۸، ۴۰–۴۲                     |
| جم بلوی            | افه سایان اوغلو   | ۳۰–۳۷                                         |
| پارچه صباحات       | رؤیا              | ۲۸–۳۳                                         |
| ایستگاه مورد علاقه | هدف               | ۱–۹، ۱۱–۲۳، ۲۶–۲۹، ۳۲، ۳۷، ۴۲                 |
| پلین بوداک         | نریمان            | ۱–۱۲، ۱۸، ۲۰، ۲۳، ۲۷–۲۸، ۳۱–۳۴، ۳۶–۳۸، ۴۰، ۴۲ |
| الچین آتامگوچ      | نیلگون            | ۲۸–۲۹، ۳۲                                     |
| امیر گولر          | اطلس کرفالی       | ۲۴–۴۲                                         |
|                    |                   |                                               |